# Warren Bennis
Warren Gameliel Bennis (* 8. März 1925 in New York; † 31. Juli 2014 in Santa Monica, Kalifornien) war ein US-amerikanischer Wirtschaftswissenschaftler und eine der führenden Autoritäten im Bereich Organisationsentwicklung (organizational development), Führungstheorie und Änderungsmanagement. Seine letzte berufliche Stellung war eine Professur für Betriebswirtschaftslehre an der University of Southern California, wo er auch das Leadership Institute gründete. Darüber hinaus war er Vorsitzender des Aufsichtsrats an der Harvard University Kennedy School of Government's Center for Public Leadership. Bennis lehrte an der MIT Sloan School of Management und der Boston University.

## Leben
Bennis wurde am 8. März 1925 in New York geboren und wuchs in einer jüdischen Familie der Arbeiterklasse in Westwood (New Jersey) auf. Er leistete seinen Militärdienst als Infanterieoffizier der US Army von 1943 bis 1947 und wurde für seinen Einsatz in Deutschland mit dem Purple Heart und dem Bronze Star ausgezeichnet. Nach der Rückkehr nach Amerika studierte er am Antioch College bis zum Erreichen des Bachelors (1951) und am Massachusetts Institute of Technology (MIT) wo er 1955 mit einem Doktorat in Wirtschaftswissenschaften und Soziologie abschloss. Er begann eine Laufbahn als Lehrer am MIT.
Mit 42 Jahren gab Bennis seine Position am MIT auf und übernahm die Position eines Stellvertretenden Präsidenten (Executive Vice-President) der State University of New York in Buffalo (1967 bis 1971). Von 1971 bis 1977 war Bennis als Nachfolger von Walter C. Langsam Präsident der University of Cincinnati. Diese praktische Erfahrung floss auch in sein Schrifttum ein. Ab 1979 lehrte Bennis an der University of Southern California.
Als Berater von vier Präsidenten der USA, einschließlich John F. Kennedy und Ronald Reagan, hatte Bennis über viele Jahre Einfluss auf die US-amerikanische Regierung. Bennis schrieb 27 Bücher über Führung oder war an ihrer Entstehung beteiligt, beriet Unternehmen und hielt weltweit Vorlesungen.
Sein Titel "Leaders" (1985, in Zusammenarbeit mit Burt Nanus) wurde von der Financial Times zu einem der 50 einflussreichsten Management-Titeln gekürt. Seine Essays "An Invented Life: Reflections on Leadership and Change" wurden für den Pulitzer-Preis nominiert. Insgesamt wurden ca. 2 Millionen Bücher von Bennis verlegt.
Am 31. Juli 2014 starb Bennis an Altersschwäche in einem Pflegeheim in Santa Monica. Er hinterließ seine Tochter, Kate, zwei Söhne, John und Will, seine Ehefrau Grace Gabe und sechs Enkel.

## Werke
Bennis Hauptaugenmerk liegt auf dem Konzept Führung, welches er wie andere Theoretiker als Unterschiedlich zu Management behandelt. Für Bennis ist Führung eine erlernbare Fähigkeit für Manager, die bereit sind, die Energie und Arbeit zu investieren. Aus seiner Sicht unterscheiden sich Manager und Führer in vielen Punkten:
| Manager                                      | Führer                         |
| verwaltet                                    | erneuert                       |
| ist eine Kopie                               | ist ein Original               |
| erhält                                       | entwickelt                     |
| konzentriert sich auf Systeme und Strukturen | konzentriert sich auf Menschen |
| verlässt sich auf Kontrolle                  | erweckt Vertrauen              |
| denkt kurzfristig                            | denkt langfristig              |
| fragt "Wie?" und "Wann?"                     | fragt "Was?" und "Warum?"      |
| hält sein Auge auf der Bilanz                | behält den Horizont im Auge    |
| akzeptiert den Status quo                    | fordert den Status quo heraus  |
| ist der klassische gute Soldat               | ist ganz er selbst             |
| macht die Dinge richtig                      | macht die richtigen Dinge      |

Für sein Buch Leaders sprach er mit 90 führenden Managern von Unternehmen und öffentlichen Institutionen der USA. Als wesentliche Erkenntnis stellt er fest, dass es nicht den perfekten Stil gibt. Führer müssen ihren eigenen entwickeln. Trotzdem können Bennis und sein Co-Autor Burt Nanus einige wesentliche Gemeinsamkeiten herausarbeiten
- Management der Aufmerksamkeit – Man benötigt eine Vision, um den Geist zu konzentrieren.
- Management von Bedeutungen – Man muss die Vision vermitteln können.
- Management von Vertrauen – Man muss konsistent und glaubhaft sein.
- Management des Selbst – Man muss sich seiner eigenen Schwächen bewusst sein.

Darüber hinaus muss ein Führer in der Lage sein,
- Kritik zu akzeptieren, wenn sie berechtigt ist
- sich zu verändern, wenn das notwendig ist und
- trotzdem weiterzumachen

Sein Interesse an Führung zeigt sich auch in Organizing Genius, wo er erfolgreiche Team untersuchte. Um erfolgreich zu sein, müssen Teams
- einen gemeinsamen Traum haben
- Mitglieder haben, die bereit sind, ihren persönlichen Traum dem gemeinsamen unterzuordnen
- junge Mitglieder haben, die bereit sind, lange zu arbeiten
- Schutz haben vor den „Anzügen“ (dem Führungs-Management)

Seine Arbeit über Gruppen führte Bennis zu der Einsicht, dass seine frühere Konzentration auf individuelle Führer möglicherweise den Individualismus zu stark hervorgehoben hat und er spricht heute bevorzugt über Partnerschaft.

## Zitate
„Managers are people who do things right, while leaders are people who do the right thing.“

„Manager sind Leute, die ihre Sache richtig machen, während Führer Leute sind, die die richtige Sache tun.“

„This myth asserts that people simply either have certain charismatic qualities or not. That's nonsense; in fact, the opposite is true. Leaders are made rather than born.“

„Der gefährlichste Führungsmythos ist, dass Führer geboren werden – dass es einen genetischen Führungsfaktor gibt. Dieser Mythos bekräftigt den Glauben, dass man es entweder hat oder nicht. Das ist Unfug! Das Gegenteil ist wahr, Führer werden gemacht, nicht geboren.“

„(In future problems will be solved by) task forces composed of relative strangers who represent a set of diverse professional skills.“

„(In der Zukunft werden Probleme gelöst durch) ...Projektteams, zusammengestellt aus sich relativ Fremden mit diversen Berufsfähigkeiten“

„No leader sets out to be a leader. People set out to lead their lives, expressing themselves fully. When that expression is of value, they become leaders.“

„Kein Führer hat als Führer angefangen. Menschen leben ihr Leben und drücken sich darin voll aus. Und wenn dieser Ausdruck wertvoll ist, dann werden sie Führer“

„Good leaders make people feel that they're at the heart of things, not at the periphery. Everyone feels that he or she makes a difference to the success of the organization. When that happens, people feel centered, and that gives their work meaning.“

„Gute Führer geben Menschen das Gefühl, dass sie am Kern der Sache sind, nicht am Rand. Jeder spürt, dass er oder sie einen wesentlichen Beitrag zum Erfolg der Organisation leisten. Wenn das geschieht, fühlen sich Menschen in Balance, und das gibt ihrer Arbeit einen Sinn.“

„The core competency of leadership is charakter.“

„Die Kernkompentenz zur Führung ist Charakter.“

## Werke (Auswahl)
- Leaders: The Strategies for Taking Charge. (mit Burt Nanus), Harper Business 01/1997, ISBN 0-06-055954-3-
- Managing People is Like Herding Cats. Executive Excellence Publishing 01/1997, ISBN 1-890009-61-X.
- Organizing Genius: The Secrets of Creative Collaboration.
- Co-Leaders: The Power of Great Partnerships.
- Geeks and Geezers: Leading and Learning for a Lifetime. (mit Robert Thomas), Harvard Business School Press 08/2002, ISBN 1-57851-582-3.
- Learning to Lead: A Workbook on Becoming a Leader. (mit Joan Goldsmith), Basic Books 10/2003, ISBN 0-7382-0905-8.
- Managing the Dream : Reflections on Leadership and Change. Perseus Publishing 07/2000, ISBN 0-7382-0332-7.
- Old Dogs, New Tricks: On Creativity and Collaboration. Executive Excellence Publishing 05/1999, ISBN 1-890009-34-2.
- On Becoming A Leader: The Leadership Classic—Updated And Expanded. Perseus Books 04/2003, ISBN 0-7382-0817-5.
- Organizing Genius: The Secrets of Creative Collaboration. Perseus Books 06/1998, ISBN 0-201-33989-7.
- The Temporary Society: What is Happening to Business and Family Life in America Under the Impact of Accelerating Change. (mit Phillip Slater), Jossey-Bass 10/1998, ISBN 0-7879-4331-2.
- Why Leaders Can't Lead: The Unconscious Conspiracy Continues. Jossey-Bass 05/1998, ISBN 0-7879-0943-2.
- Beyond Bureaucracy: Essays on the Development and Evolution of Human Organization.
- Beyond Counterfeit Leadership: How You Can Become a More Authentic Leader.
- Beyond Leadership: Balancing Economics, Ethics and Ecology.
- The Unreality Industry: The Deliberate Manufacturing of Falsehood and What It Is Doing to Our Lives.
- Visionary Leadership: Creating a Compelling Sense of Direction for Your Organization.